# 視差在天文學的應用

恆星視差運動來自年周視差。頂角的一半是視差角。

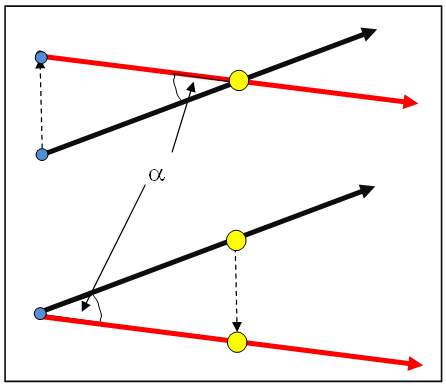
視差是一個點相對於一條線所成的角度。在上圖中，地球在其軌道上掃過對太陽的視差角。下圖顯示了地球靜力模型中太陽掃過的相等角度。除了視差角很小之外，恆星也可以繪製類似的圖。

天文學中最重要的基本距離量測來自三角視差，如「恆星視差法」中所應用的。當地球繞太陽運行時，附近恆星的位置似乎會在更遙遠的背景下略有偏移。這些偏移是等腰三角形中的角度，其中2AU（地球繞太陽軌道的極端位置之間的距離）構成三角形的底邊（基線），到恆星的距離是等長的長邊。即使對於最近的恆星，偏移量也很小，對於距離1秒差距（3.26光年）的物體，偏移量為1弧秒，此後，隨著距離的增加，角度量减小。 天文學家通常以「秒差距」（視差弧秒）為單位表示距離；在一般的媒體中則使用光年。
因為視差隨著恆星距離的增加而變小，所以只有當恆星距離足够近，視差大於測量精度的幾倍時，才能量測有用的距離。例如，在20世紀90年代，依巴谷衛星任務獲得了超過10萬顆恆星的視差，精度約為毫角秒，為數百秒差距內的恆星提供有用的距離。哈伯太空望遠鏡的第三代廣域照相機有可能對少數恆星提供20至40「微秒」的精度，實現高達5,000秒差距（16,000光年）。蓋亞任務為大多數亮度超過15等的恆星提供了類似的精確距離。 
距離銀河系中心約30,000光年，可以量測精確到10%以內的距離。恆星相對於太陽的速度會導致自行（橫向穿過天空）和徑向速度（朝向或遠離太陽的運動）。前者是通過繪製恆星多年來的位置變化來確定的，而後者則是通過量測恆星沿視線運動引起光譜的都卜勒頻移來確定。對於一組具有相同光譜類別和相似星等範圍的恆星，可以從自行相對於其徑向速度的統計分析中得出平均視差。這種統計視差的方法可用於量測超過50秒差距的明亮恆星和巨型變星，包括造父變星和天琴座RR型變星的距離。

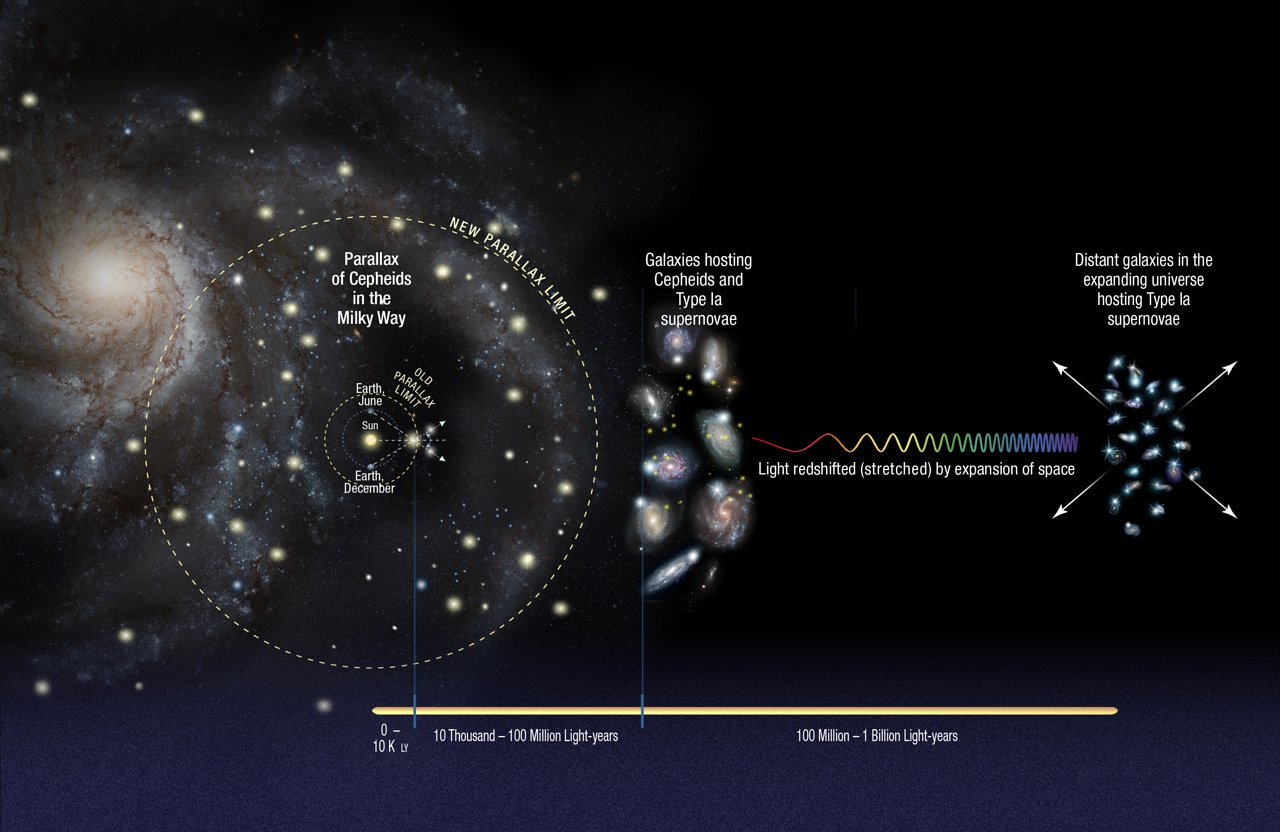
視差量測可能是理解宇宙中最難以捉摸的三個組成部分的重要線索：暗物質、暗能量和 微中子。

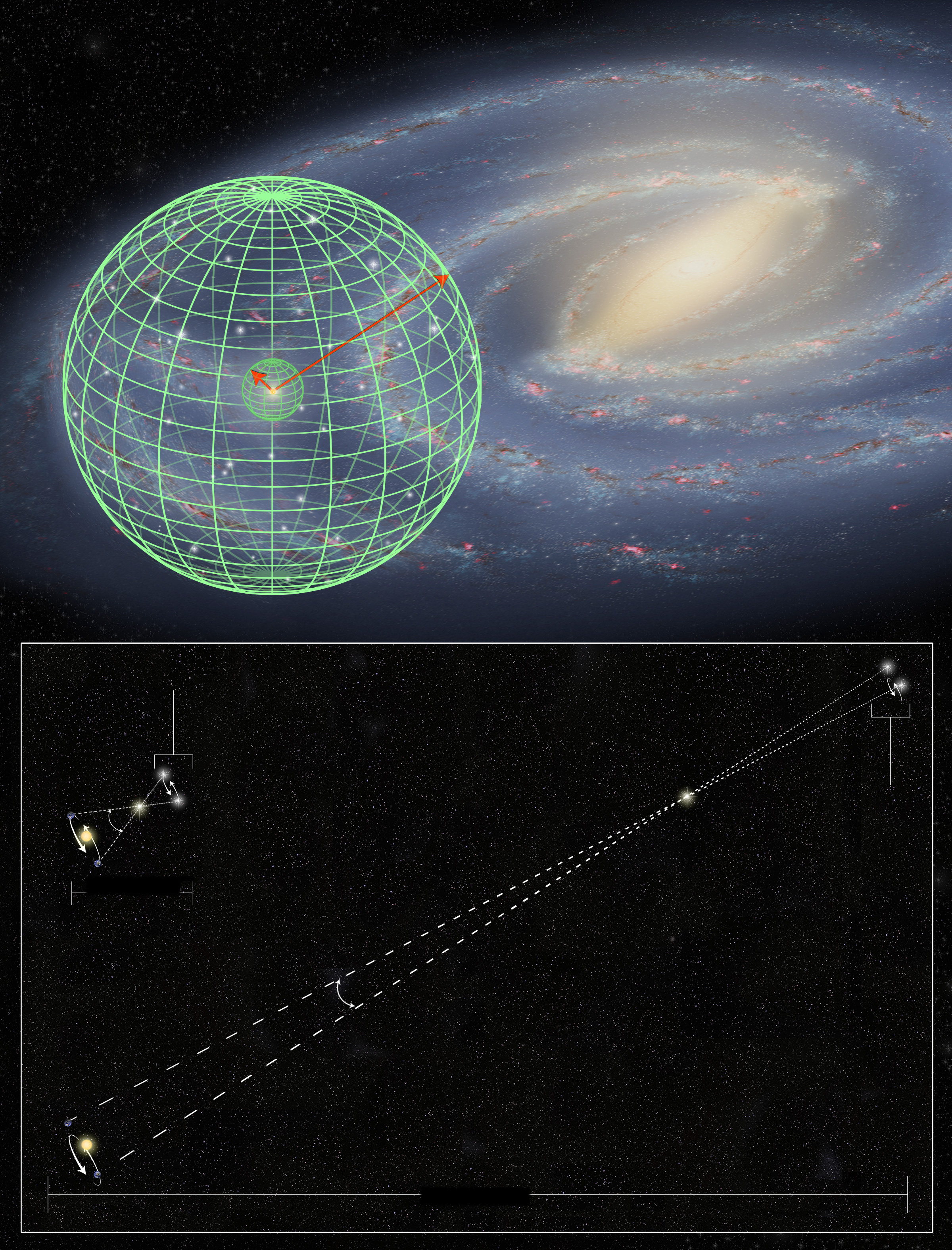
哈伯太空望遠鏡的精確恆星距離量測已經擴展到銀河系的10倍。

太陽在太空中的運動提供了一個更長的基線，這將提高視差量測的準確性，稱為長期視差。 對於銀河系盤中的恒星，這對應於每年4AU的平均基線，而對於暈星，基線為每年40AU。幾十年後，基線可能比用於傳統視差的地球-太陽基線大幾個數量級。然而，因為觀測到的恒星的相對速度是一個額外的未知因素，長期視差因而引入了更高的不確定性。當應用於多顆恒星的樣本時，可以降低不確定性；不確定性與樣本量的平方根成反比。
移動星團視差是一種科技，可以使用附近星團中單顆恒星的運動來計算到星團的距離。只有幾個足夠接近的疏散星團，這種技術才有用。特別是獲得畢宿星團的距離，在歷史上一直是距離階梯上的重要一步。
在特殊情况下，其它單個物體可以進行基本的距離估計。如果可以隨著時間的推移觀察到氣體雲的膨脹，如超新星遺跡或行星狀星雲，那麼就可以根據「膨脹視差」估計出到該雲的距離。然而，這些量測存在物體與球度偏差的不確定性。聯星如果既是視覺又是光譜聯星，也可以通過類似的方法估算它們的距離，並且不會受到上述幾何不確定性的影響。這些方法的共同特徵是，角運動的量測與絕對速度的量測相結合（通常通過都卜勒效應獲得）。距離估計來自計算物體必須有多遠才能使其觀測到的絕對速度與觀測到的角運動一起出現。

## 統計視差
兩種相關科技可以通過模擬恆星的運動來確定恆星的平均距離。兩者都被稱為統計視差，或分別稱為長期視差和經典統計視差。
太陽在太空中的運動提供了一個更長的基線，這將提高視差量測的準確性，即所謂的「長期視差」。對於銀河系中的恒星，這相當於每年4天文單位的平均基線。對於暈星，基線為每年40天文單位。幾十年後，基線可能比用於傳統視差的地球-太陽基線大幾個數量級。因為其他恆星的相對速度是一個額外的未知因素，長期視差引入了更高的不確定性。當應用於多顆恆星的樣本時，可以降低不確定性；精度與樣本量的平方根成反比。
一大群恒星的平均視差和距離可以通過它們的徑向速度和自行來估算。這被稱為經典統計視差。對恒星的運動進行建模，以根據它們的距離統計呈現速度瀰散度。
特別是膨脹視差可以為非常遠的物體提供基本的距離估計，因為超新星噴出物具有較大的膨脹速度和較大的尺寸（與恆星相比）。此外，它們可以用無線電干涉儀觀察到，該儀器可以量測非常小的角運動。這些結合起來為其它星系中的超新星提供了基本的距離估計。雖然有價值，但這種情況非常罕見，因此它們是距離階梯上重要的一致性檢查，而不是自己的主力步驟。

## 秒差距
秒差距（符號為）是一個宇宙距离尺度，用以測量太陽系以外天體距離的單位。1秒差距約為3.26光年、206,000天文單位或 3.085677585519×1016公尺（约31公里）。秒差距的原理使用了視差與三角學，其定義為1天文單位的對角為1角秒時的距離，但於2015年時被重新定義為一個精確值：648000/π天文單位。離太陽最近的恆星比鄰星，距離大約為1.3秒差距（4.2光年）。絕大多數位於距太陽500秒差距(1630光年)內的恆星，可以在夜空中以肉眼看見。
秒差距最早於1913年，由英國天文學家赫伯特·霍爾·特納提出。其英語名稱為一個混成詞，由「1角秒的視差」組合而來，使天文學家可以只從原始觀測數據，就能夠進行天文距離的快速計算。由於上述部分原因，即使光年在科普文字與日常使用上維持優勢地位，秒差距仍受到天文學與天體物理學的喜愛。秒差距適用於銀河系內的短距離表述，但在描述宇宙大尺度的用途上，會將其加上詞頭來應用，如千秒差距（kpc）表示銀河系內與周圍物體的距離，百萬秒差距（Mpc）描述銀河系附近所有星系的距離，吉秒差距（Gpc）則是描述極為遙遠的星系與眾多類星體。

## 恆星視差

恆星視差運動

在哥白尼模型中，地球和恆星之間的相對運動產生的恆星視差可以看作是由地球圍繞太陽的軌道引起的：這顆恒星只是「看起來」相對於天空中更遠的物體移動。在地球靜止模型中，恆的運動必須被視為「真實」的，恆星相對於背景恆星在天空中振盪。
恆星視差最常用「年周視差」來量測，定義為從地球和太陽看到的恆星位置的差異，即地球繞太陽軌道的平均半徑對恆星的角度。秒差距（3.26光年）被定義為年周視差為1弧秒的距離。年周視差通常是通過觀察地球在年不同時間的恆星位置來量測的。量測年周視差是確定最近恆星距離的第一種可靠方法。1838年，貝賽爾首次使用太陽儀成功量測了恆星天鵝座61的視差。恆星視差仍然是校準其它測量方法的標準。基於恆星視差的精確距離計算需要量測地球到太陽的距離，現在是基於行星表面的雷達反射。
這些計算中涉及的角度非常小，因此難以量測。離太陽最近的恆星（因此是視差最大的恆星）毗鄰星的視差為0.7687±0.0003弧秒。這個角度大約是5.3公里外直徑2釐米的物體的角度。

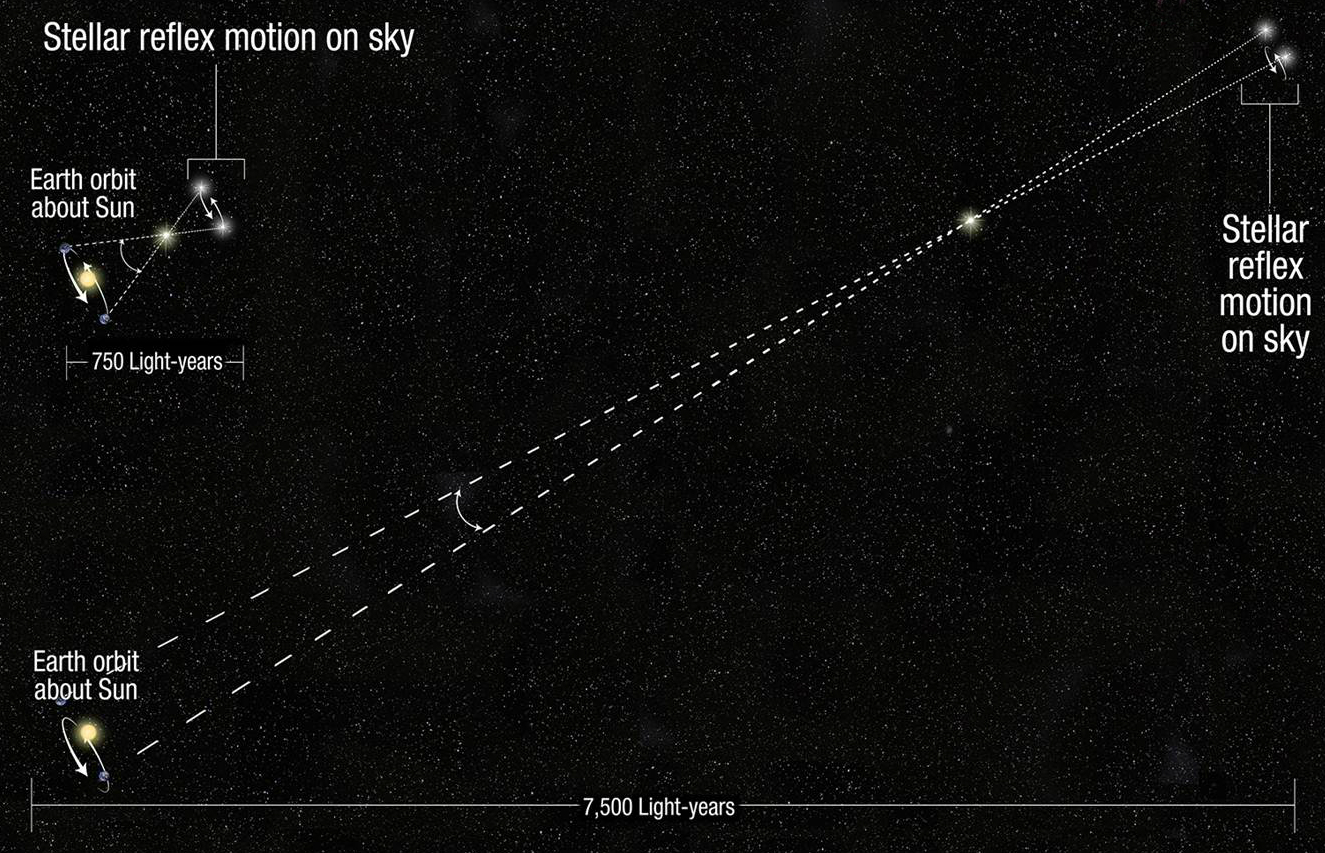
哈伯太空望遠鏡 – 空間掃描精確量測距離高達10,000光年的距離（2014年4月10日）。

恆星視差如此之小，以至於在當時無法觀測到，這一事實在現代早期被用作反對日心說的主要科學論據。從歐基里德的幾何學中可以清楚地看出，如果恆星足够遠，這種影響是無法檢測到的，但由於各種原因，如此巨大的距離似乎完全不可信：第谷·布拉厄對哥白尼日心說的主要反對意見之一是，它與缺乏可觀測的恆星視差相容，在土星（當時已知最遙遠的行星）和第八天球（恆星）的軌道之間，必須存在一個巨大的、不太可能的空隙。
1989年，發射了一顆依巴谷衛星，主要是為10萬多顆附近恆星獲得更好的視差和自行，將該方法的覆蓋範圍擴大了十倍。即便如此，依巴谷衛星只能量測距離約1,600光年內恆星的視差角，略高於銀河系直徑的百分之一。2013年12月發射的歐洲太空總署蓋亞任務可以量測的視差角，精度達到10微秒，從而繪製出距離地球數萬光年附近恆星（以及潜在的行星）的地圖。在2014年4月，美國國家航空暨太空總署的天文學家報告說，通過使用空間掃描，哈伯太空望遠鏡可以精確量測遠達10,000光年的距離，比早期的量測提高了十倍。

## 周日視差
周日視差是隨著地球自轉或地球上位置差異而變化的一種視差。從地球上不同的觀察位置（在一個給定的時刻）看到的月球，以及看到的類地行星或小行星，在恆星的背景下可能會出現在較小程度的不同位置。
1672年，約翰·弗蘭斯蒂德使用周日視差來量測火星在其衝時的距離，並通過該距離來估計天文單位和太陽系的大小。

### 月球視差
月球視差（通常是月球地平視差或月球赤道地平視差的縮寫）是周日視差的一種特殊情况：月球是距離地球最近的天體，其視差是迄今為止所有天體中最大的，有時超過1度。
如果將恆星視差圖縮小並稍作修改，它也可以說明月球視差。將「近星」改為「月球」，並將其視為地球球體的大小，以及圍繞地球表面的一個圓，而不是用圖表底部的圓來表示地球圍繞太陽的軌道的大小。然後，月球（地平）視差相當於從地球上的兩個不同觀察位置看到的月球相對於遙遠背景恆星的角度位置的差異。 
其中一個觀察位置是在給定時刻可以直接從頭頂看到月球的地方。也就是說，沿著圖中的垂直線觀察，另一個觀察位置是可以同時在地平線上看到月球的地方。也就是說，從與修改後的圖表上的藍點之一大致對應的地球表面位置沿對角線之一觀察
月球（地平）視差也可以定義為月球距離與地球半徑所成的角度：當按上述比例縮小和修改時，等於圖中的角度p。
任何時候的月球地平視差都取決於月球與地球的直線距離。當月球繞地球運行時，地月直線距離會因為其以略為橢圓的軌道繞行地球而不斷變化。線性距離的變化範圍為約56至63.7地球半徑，對應於約1ﾟ的地平視差的，其範圍為約61.4'至約54'。《天文年鑒》和類似的定期出版品（例如每天）將月球地平視差和/或月球與地球的直線距離製成表格，以方便天文學家（和天體導航員），研究該座標如何週期性的隨時間變化是月球理論的一部分。
視差也可用於確定到月球的距離。

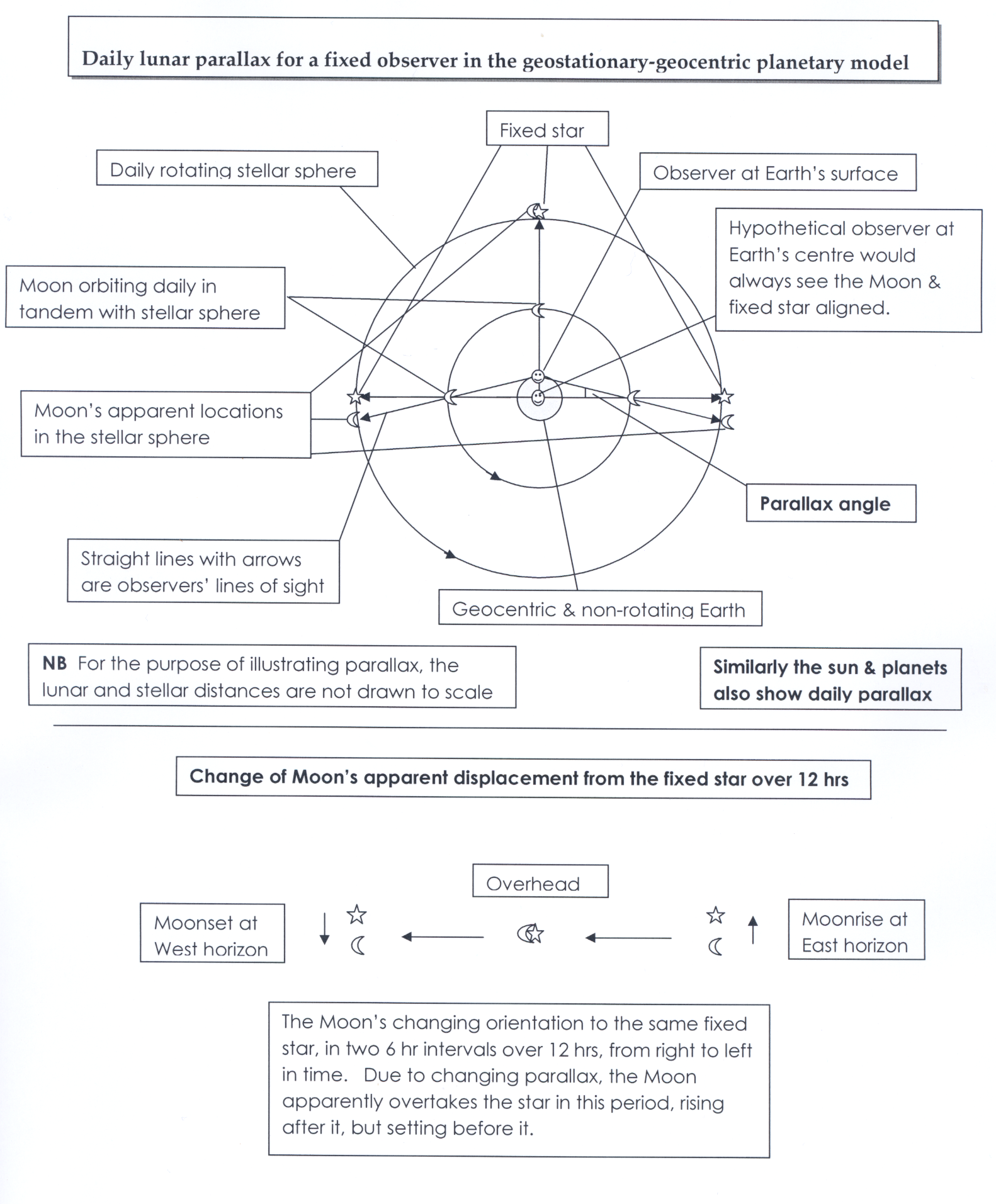
月球日視差圖

從一個位置確定月球視差的一種方法是使用月食。地球在月球上的完整陰影的表觀曲率半徑等於從月球上看到的地球和太陽的表觀半徑之差。這個半徑可以看作等於0.75度，由此（太陽視半徑為0.25度）我們得到地球視半徑為1度。這表示地月距離為60.27地球半徑或384,399（238,854英里），這一程式最早由薩摩斯的阿里斯塔克斯和依巴谷使用，後來，它被納入了托勒密的著作中。 
右側的圖表顯示了地心和地球靜止行星模型上的每日月球視差是如何產生的，在該模型中，地球位於行星系統的中心，不旋轉。它還說明了一個重要的觀點，即視差不一定是由觀察者的任何運動引起的，這與視差的一些定義相反，但可能純粹是由被觀察者的運動引起的。
另一種方法是從地球上的兩個位置同時拍攝兩張月球照片，並比較月球相對於恆星的位置。使用地球的方向，這兩個位置測量值以及地球上兩個位置之間的距離，可以三角測量得到月球的距離
{\displaystyle \mathrm {distance} _{\mathrm {moon} }={\frac {\mathrm {distance} _{\mathrm {observerbase} }}{\tan(\mathrm {angle} )}}}

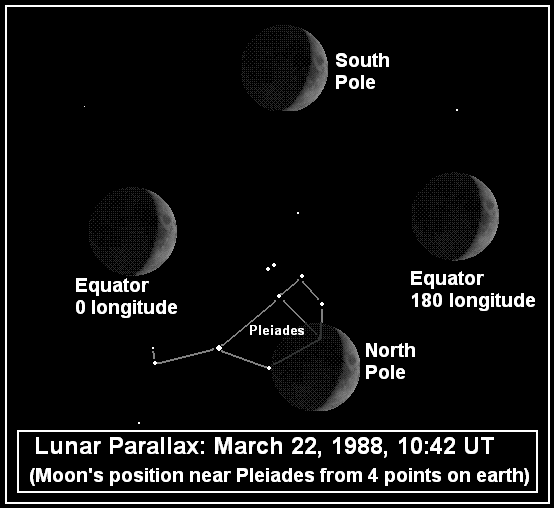
月球視差示例：月掩昴星團。

這是儒勒·凡爾納在其1865年的小說《從地球到月球》中提到的方法：
在那之前，許多人不知道如何計算月球與地球之間的距離。這一情況被用來告訴他們，這個距離是通過量測月球的視差獲得的。如果視差這個詞讓他們感到驚訝，他們被告知這是從地球半徑兩端延伸到月球的兩條直線所成的角度。如果他們對這種方法的完美性有疑問，他們會立即發現，這個平均距離不僅總計234,347英里（94,330海里），而且天文學家的誤差也不超過70英里（〜28海里）。

## 太陽視差
在哥白尼提出他的日心說系統之後，隨著地球圍繞太陽旋轉，有可能建立一個沒有尺度的整個太陽系模型。為了確定尺度，只需要量測太陽系內的一個距離，例如地球到太陽的平均距離（現在稱為天文單位或AU）。當通過三角測量發現時，這被稱為「太陽視差」，即從地球中心和一個地球半徑外的點看到的太陽位置的差異，即地球平均半徑對太陽的角度。知道太陽視差和平均地球半徑可以計算天文單位，這是確定可見宇宙的膨脹年齡的漫長道路上的第一小步。
根據到月球的距離來確定到太陽的距離的原始方法已經由薩摩斯的阿里斯塔克斯在他的書《論太陽和月亮的大小和距離》中提出。他指出，在上弦或下弦的時刻，太陽、月球和地球形成直角三角形（月球在直角點上）。然後，他估計月球-地球-太陽的角度為87°。阿里斯塔克斯利用正確但不準確的幾何學觀測數據得出結論，太陽與地球的距離略小於地球與月球距離的20倍。事實上，這個角度的真實值接近89°50'，而太陽的距離大約是月球與地球距離的390倍。 
阿里斯塔克斯指出，月球和太陽的視角大小幾乎相等，因此它們的直徑必須與它們與地球的距離成正比。因此，他得出結論，太陽大約是月球的20倍大。這個結論雖然不正確，但從他的錯誤數據中可以合乎邏輯地得出。這表明太陽比地球大，這可以用來支持日心說模型。

測量金星凌日時間以確定太陽視差

雖然由於觀測誤差，阿里斯塔克斯的結果不正確，但它們是基於正確的視差幾何原理，因此直到 1761 年和 1769 年正確觀測到金星凌日之前，它在將近2000年間都是估計太陽系大小的基礎。這種方法是由愛德蒙·哈雷於1716年提出的，然而他沒有活著看到結果。由於黑滴效應，金星凌日的使用不如預期成功，但由此得出的1.53億公里的估計值僅比現時公認的1.496億公里高出2%。
很久以後，利用小行星的視差對太陽系進行了「尺度縮放」，其中一些小行星，如愛神星，比金星更靠近地球。在有利的情况下，愛神星可以接近地球至2,200萬公里以內。在1900年至1901年衝的期間，啟動了一項全球計畫，對愛神星進行視差量測，以確定太陽視差（至太陽的距離），1910年，劍橋大學的阿瑟·羅伯特·辛克斯和加州大學利克天文臺的查爾斯·狄龍·珀賴因，發表了這一研究結果。 
珀賴因於1906年和1908年發表了進度報告。他用克羅斯利望遠鏡拍攝了965張照片，並選擇了525張照片進行測量。然後，在1930年至1931年，哈羅德·斯賓塞·鍾斯在愛神星更接近的情況下執行了類似的計劃。直到1968年，當雷達和力學視差方法開始產生更精確的測量前，該方法獲得的天文單位值（大致是地日的距離）被認為是確定的。
還有雷達反射，無論是在金星（1958年）還是在小行星附近，如(1566) 伊卡洛斯已用於太陽視差測定。今天，使用太空船 遙測鏈接解決了這個老問題。目前接受的太陽視差值為8.794143弧秒。

## 移動星團視差
金牛座中的疏散星團畢宿星團在天空中延伸如此大的一部分：20度，以至於從天體測量學得出的自行似乎以某種精度收斂到獵戶座以北的一個視點。將觀測到以弧秒為單位的表觀自行（角度）與恆星譜線的紅移所見證的真實（絕對）後退運動相結合，可以用與使用周年視差大致相同的方法估計星團及其成員恆星的距離（151光年）。

## 力學視差
當爆發的光學波前以表觀角速度穿過周圍的塵埃雲傳播時，動力視差有時也被用來確定到超新星的距離，而其真實傳播速度已知為光速。

## 時空視差
從增强的相對論定位系統中，已經發展出時空視差，它概括了通常僅在空間中的視差概念。然後，可以直接推匯出時空中的事件場，而不需要像PPN形式中使用的大質量體造成光彎曲的中間模型。

## 天文學中的其它距離測量方法
在天文學中，「視差」一詞已經意味著一種估計距離的方法，不一定利用真實的視差，例如：
- 光度視差法
- 分光視差（主序擬合）
- 力學視差